# 加藤洋平
加藤 洋平（かとう ようへい、1977年3月16日 - ）は、宮城県仙台市出身の個性派俳優である。現在は東京在住。身長170cm、体重63kg、血液型不明。胸囲89cm、ウエスト73cm、ヒップ89cm、フット26cm。エヌフォースプロモーション所属。
趣味は雑貨店巡りの珍品収集、人間観察と分析、耐久カラオケ、映画やプロモ鑑賞、長湯。
特技は甘い物大喰い、変装術。

## 経歴

### TV
- 『テレビ公開大捜査スペシャル』（TBS）
- 『お笑い!ゆく年くる年06〜07』（テレビ朝日系）
- 『水曜ミステリー9 "Bodyguard"』(テレビ東京)（監督：水谷俊之 主演：若村麻由美）
- 『エリートヤンキー三郎』（テレビ東京）/レギュラー出演

### Vシネマ
- 『実録 籠寅三代目 合田幸一』（監督：市川徹）／佐伯太吉役
- 『炎と氷』（監督：辻裕之）／チンピラ役
- 『実録 大日本平和会 極道・平田勝市』（監督：松生秀二）/川田組（に）役
- 『首領への道〜最終章〜』（監督：高田拓土彦）／野島組組員役
- 『実録 松山道後やくざ戦争 血戦』（監督：石田勝彦）／兵庫会幹部役
- 『実録 九州やくさ戦争』（監督：高瀬将嗣）／山野一家組員役
- 『首領がゆく』（監督：辻裕之）／刑事役
- 『実録 関東やくざ抗争史 松田組』（監督：大月栄治）／島田組組員③役
- 『実録 愚連隊の神様 万年』（監督：山田隆）/右翼D役
- 『実録 銀座警察 義侠』（監督:金澤克次）/大東亜組組員役

### 舞台
- 『真夏の夜の夢』/フルート役
- 『アリゲーターダンス』/入国管理官役
- 『夏の木』/息子・少年役
- 『真夏の夜の夢』再演/フルート・妖精役
- 『天使は瞳を閉じて』/ユタカ役
- 『いつの踊り子〜もう一度、会いたいだった〜』/霊媒師（まんだ）役
- 『続・嗚呼、花の応援団』/後田五郎役
- 『真夏の夜の夢』再々演/フルート・妖精役
- 『リューシストラテー・この町で』/孝司役
- 『車曳き』/主人公：“男”役
- 『ザッツ宴たーていめんと!』/寛二役
- 『CAFFE´BIANCO』/画商役

### PV
- 『時東ぁみ“せんちめんたるじぇねれ〜しょん”』/ヤンキー高校生役